# Boswetboek (België)

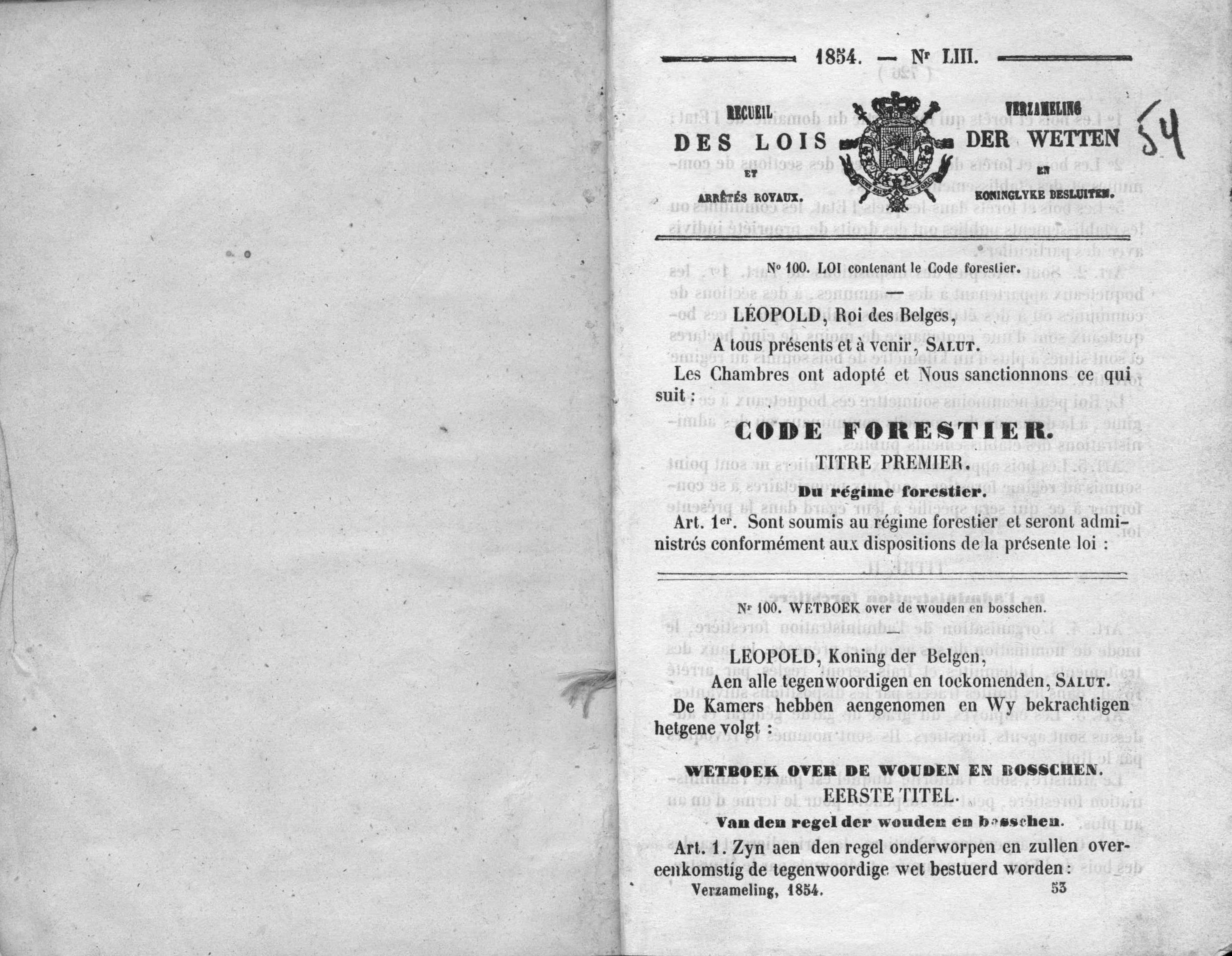
Fragment van het Boswetboek in de Verzameling der wetten, 1854.

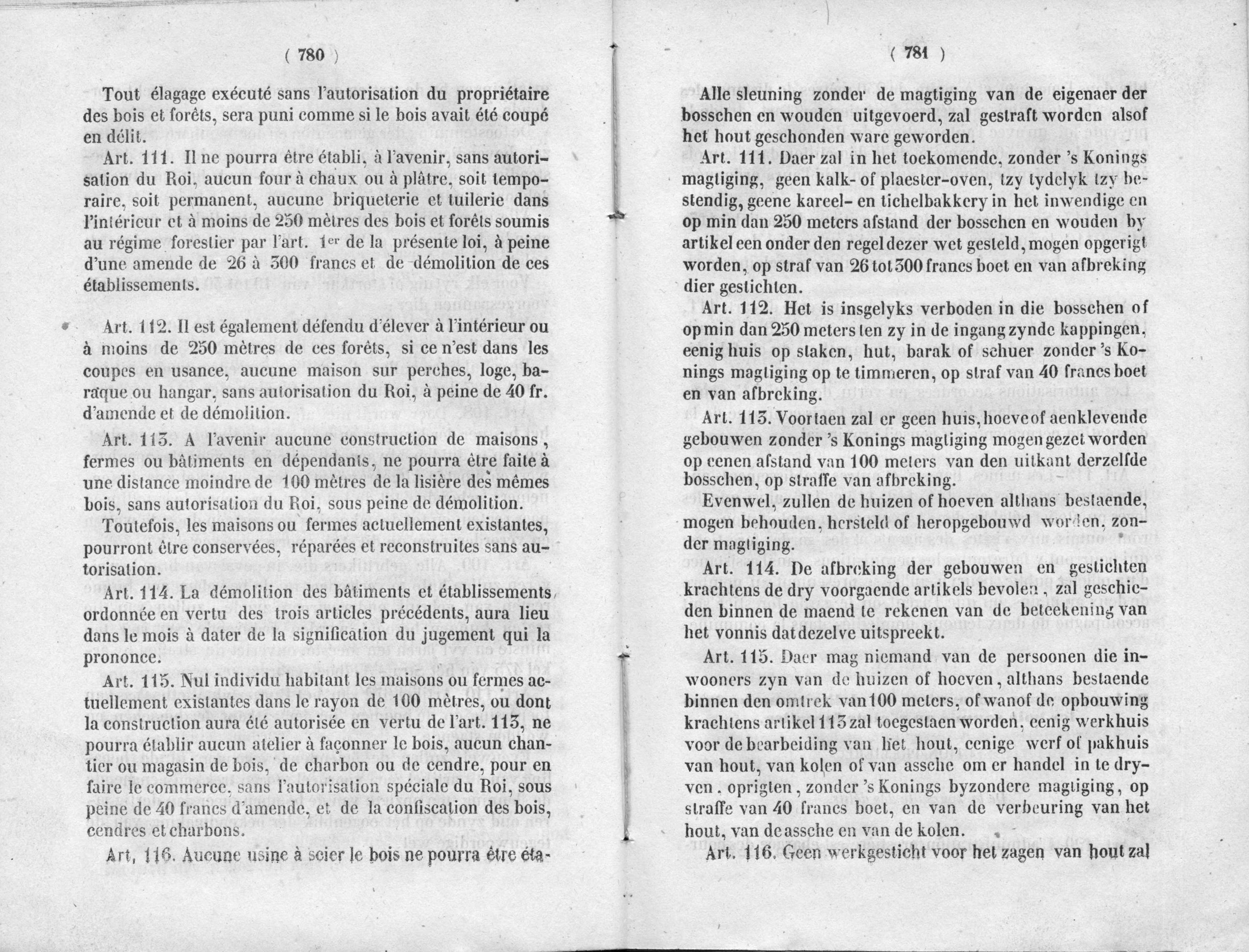
Fragment van het Boswetboek in de Verzameling der wetten, 1854.

Het Boswetboek van 19 december 1854 (Frans: Code Forestier) is een Belgische wet over het bosrecht in België. Dit wetboek was voor zijn tijd vooruitstrevend en was een verdienstelijke poging om een eind te maken, minstens voor openbare eigendommen, aan de ontbossingen en bosvernieling die schering en inslag waren geweest. Het Boswetboek wordt beschouwd als Belgische basiswetgeving.
Het Boswetboek is federale wetgeving. Sinds het overhevelen van deze bevoegdheid naar de gewesten, zijn de bepalingen van het Boswetboek echter versnipperd geraakt. Delen bleven, al dan niet na wijziging, behouden in het Boswetboek, andere delen werden in gewestelijke decreten en ordonnanties opgenomen. De krijtlijnen:
- in het Vlaamse Gewest werd het Boswetboek grotendeels afgeschaft in 1990. De boswetgeving werd ingeschreven in het bosdecreet. Aangaande echter de rechtspleging, bleef het Boswetboek er nog overeind tot half 2009, wanneer dit aspect overgenomen werd door het milieuhandhavingsdecreet. In het Vlaams Gewest gelden van het Boswetboek nog slechts enkele bepalingen die verband houden met de functie van bijzonder boswachter.
- in het Waals Gewest werd het Boswetboek afgeschaft in 2008[2] en werd het vervangen door een eigen Waals boswetboek, dat tevens de regels voor de rechtspleging omvat.
- In het Brussels Hoofdstedelijk Gewest werden een aantal bepalingen van het Boswetboek ingeschreven in de Ordonnantie van 30 maart 1995.

## Voornaamste principes
Het Boswetboek is een uitzonderingswet, met een speciaal wetgevend kader voor de bossen. Dit betekent dat de bepalingen van het gemeen recht in bosaangelegenheden maar van toepassing is wanneer deze bijzondere wetgeving geen bepalingen bevatte die afweken van het algemeen recht.
Merkwaardig is dat het bos, voorwerp van de wet, niet uitdrukkelijk gedefinieerd is. Er werd in de praktijk aangenomen dat met bos een terrein bedoeld was, waarop zich een groot aantal bomen bevonden en waarvan het hoofdproduct bestond uit de houtstammen en niet uit de vruchten.
In principe was het boswetboek alleen toepasselijk op de onder bosregime staande bossen. Onder bosregime verstond men het geheel van de regels die de administratie toepaste op de bossen waarover de Staat een eigendoms- of voogdijrecht uitoefende.
Deze regels betroffen de bewaking, instandhouding, beheer en exploitatie van de bossen, evenals de vaststelling, vervolging en bestraffing van de bosmisdrijven.

## Overblijvende bepalingen
Wachters van bossen van bijzondere personen kunnen hun ambt niet aanvaarden dan nadat zij, op advies van de ambtenaar van het Agentschap voor Natuur en Bos in het betrokken gebied door de provinciegouverneur erkend zijn en voor de rechtbank van eerste aanleg de eed hebben afgelegd. In tegenstelling tot het vergelijkbaar ambt van bijzonder veldwachter, dat een wettelijke basis heeft in het Veldwetboek, wordt dit van bijzonder boswachter nog weinig of niet uitgeoefend.
Processen-verbaal opgemaakt door wachters van bossen van bijzondere personen leveren bewijs op zolang het tegendeel niet bewezen is.

## Nederlandse vertaling
Sinds de Gelijkheidswet van 18 april 1898 wordt Belgische wetgeving ook in het Nederlands opgesteld. Aangezien het Boswetboek van voor deze wet dateert, waren er eerst slechts officieuze vertalingen gangbaar.
Een eerste officieuze vertaling van 1854 stamt uit de tijd van Karel Lodewijk Ledeganck. Ze vertoont de hoedanigheden en de gebreken van de Belgisch-Nederlandse rechtstaal uit het midden van de 19e eeuw. Het Wetboek over de wouden en de bosschen, zoals het opschift toen luidde, heeft vaak een onbeholpen stijl, diende een nog niet bestaande terminologie te ontwerpen, doch is bijzonder mooi en het bestuderen waard om haar historisch en taalkundig belang.
Er is een nieuwe vertaling gemaakt door Paul Bellefroid in 1908, die al vele hedendaagse kenmerken heeft. Ten slotte verscheen in 1937 de vertaling gemaakt door de Centrale Commissie voor de Nederlandse Rechtstaal en Bestuurstaal in België in 1923.
De enige officiële Nederlandse tekst van deze wet werd vastgesteld bij de wet van 8 april 1969, 115 jaar na de Franse versie. Van het koninklijk besluit ter uitvoering van het Boswetboek bestaat er tot op heden geen Nederlandse versie. Men is aangewezen op de Franse versie.